# 아루나
아루나(산스크리트어: अरुण)는 힌두교에서 수리야(태양신)의 마부이다. 그는 가루다의 형이다. 아루나와 가루다는 베다 시대의 현자 카샤파와 그의 아내이자 프라자파티 다크샤의 딸인 비나타의 아들이다. 그의 자식들은 강력한 독수리인 삼파티와 자타유였다. 그는 불교와 자이나교의 문학 및 예술에서도 발견된다.

## 신화

### 탄생
아루나는 인도 전설에서 여러 일관성 없는 이야기에서 발견된다. 서사시 마하바라타에 따르면, 그는 미숙하고 불완전하게 알에서 태어났다. 이 버전에 따르면, 카샤파 프라자파티의 두 아내인 비나타와 카드루는 아이를 원했다. 카샤파는 그들에게 축복을 내렸다. 카드루는 천 명의 '디르가데하'(긴 몸을 의미) 나가(뱀) 아들을 원했고, 비나타는 단 두 명이지만 극도로 강한 '디비야데하'(몸에서 황금 아우라를 내뿜는 것을 의미)를 원했으며, 이들이 카드루의 천 명의 아들보다 뛰어날 것이라고 했다. 카샤파는 그들을 축복한 뒤 숲으로 떠났다. 나중에 카드루는 천 개의 알을 낳았고, 비나타는 두 개의 알을 낳았다. 이 알들은 500년 동안 부화했는데, 카드루는 알을 깨고 천 명의 아들이 나왔다. 비나타는 아들을 기다리다 못해 알 하나를 깨뜨렸는데, 거기서 불완전한 아루나가 나왔다. 아루나는 미숙하게 태어났기 때문에 상반신만 발달되어 있었다. 어머니의 성급함에 분노한 그는 어머니가 500년 동안 카드루의 노예가 될 것이라고 저주했고, 그 후에 그녀의 두 번째 알이 깨져 그의 형제가 그녀를 해방시킬 것이라고 했다. 어머니를 저주한 아루나는 하늘로 올라갔고, 그의 아버지인 프라자파티 카샤파에 의해 수리야의 마부 직위를 받았다. 이에 따라 비나타는 기다렸고, 나중에 완전히 발달한 강력한 독수리이자 그녀의 두 번째 아들인 가루다 (비슈누 신의 탈것)가 태어났다.
이 서사시는 라후의 공격에 분노하여 수리야가 맹렬히 불타기 시작했다는 또 다른 이야기를 전한다 (힌두 신화에서 라후가 수리야를 삼키는 것은 일식을 일으키는 것으로 묘사된다). 그 열기는 너무나 강렬해서 모든 생명체를 파괴하기 시작했다. 그때 창조주 브라흐마는 아루나에게 수리야의 마부가 되어 그의 끔찍한 열기로부터 모든 생명체를 보호해달라고 부탁했다.

### 서사시에서
라마야나에 따르면, 아루나는 샤이예니와 결혼하여 두 아들인 자타유와 삼파티를 두었다. 이 둘은 서사시에서 매우 중요한 역할을 할 것이다.
마하바라타에는 수리야가 한때 아루나와 그의 신성한 전차를 아들 카르나에게 제안했지만, 카르나는 전쟁에서 승리하기 위해 다른 사람에게 의존하고 싶지 않았고, 특히 유능한 경쟁자로 인정한 아르주나에 맞서는 것을 원치 않아 거절했다는 전설이 있다.
라마야나와 관련된 인도 민담에서 일반적으로 전해지는 또 다른 전설은 아루나가 한때 아루니라는 이름의 여성으로 변하여 남자 중에서는 인드라(천상의 왕)만 허용되는 압사라 (천상의 요정)들의 모임에 들어갔다고 말한다. 인드라는 아루니와 사랑에 빠져 그녀에게서 발리라는 아들을 낳았다. 다음 날, 수리야의 요청에 따라 아루나는 다시 여성의 모습으로 변했고, 수리야는 수그리바라는 아들을 낳았다. 두 아이는 아할리아에게 양육되었지만, 그녀의 남편인 현자 가우타마는 그들을 좋아하지 않아 저주하여 원숭이로 변하게 했다.

## 참고 문헌
- Dictionary of Hindu Lore and Legend (ISBN 0-500-51088-1) by Anna Dallapiccola
- 모니어 모니어-윌리엄스: A Sanskrit-English Dictionary. Oxford U Pr, 1899.
- 로버트 그레이브스: The Greek Myths. 1955.
- 데비 바가바타 푸라나 10:13
- Mani, Vettam (1975). 《Puranic Encyclopaedia: a Comprehensive Dictionary with Special Reference to the Epic and Puranic Literature》. Motilal Banarsidass Publishers. ISBN 978-0-8426-0822-0.
- Freeman, Rich (2001). 〈Thereupon Hangs a Tail: the Deification of Vali in the Teyyam Worship of Malabar〉.   Richman, Paula. 《Questioning Rāmāyaṇas: a South Asian Tradition》. 캘리포니아 대학교 출판부. ISBN 978-0-520-22074-4.